# Адриано Лейте
Вижте пояснителната страница за други личности с името Адриано.
Адриано Лейте Рибейро (на португалски: Adriano Leite Ribeiro, произнася се по-близко до Адриану Лейти Рибейру) е бивш бразилски футболист, нападател.

## Клубна кариера
Стартира професионалната си футболна кариера през 2000 г., като перспективен юноша в състава на Фламенго. До лятото на 2001 г. отбелязва 7 гола в 19 шампионатни мача и печели 2 пъти с техния екип реагионалния шампионат на щата Рио Де Жанейро - Кампеонато Кариока.
През лятото на 2001 г. е трансфериран в състава на Интер за сумата от 7 млн. евро. През януари 2002 г. преминава под наем до края на сезон 2001/02 в редиците на Фиорентина, за които отбелязва 6 гола в 15 шампионатни мача.
В началото на сезон 2002/03 преминава от Интер в Парма, като част от сделката за съcобственост между двата италиански клуба. С екипа на Парма, до края на сезон 2003/04 отбелязва 23 гола в 37 шампионатни мача.
Завръща се в състава на Интер в началото на 2004 г.
Сезон 2004/05 е успешен в кариерата на Адриано, като до лятото на 2005 г. отбелязва впечатляващите 40 попадения във всички турнирни срещи.
През есента на 2005 г., предвид постигнатите успехи, Интер удължава договора му до лятото на 2010 г.
С течение на времето започва да губи форма и представянията му с екипа на Интер стават все по-неубедителни, като до края на сезон 2006/07 отбелязва скромните 5 гола в 23 шампионатни мача. Несериозното му отношение към тренировъчния процес, слабата му форма и силно завишеното му тегло принуждават президента на Интер - Масимо Морати, да освободи временно Адриано от състава на Интер в средата на ноември 2007 г.
Един месец по-късно преминава под наем в редиците на Сао Пауло. След серия от конфликтни ситуации е освободен няколко месеца по-късно, преди началото на шампионатния сезон в Бразилия Серия А.
През лятото на 2008 г. се завръща обратно в редиците на Интер.
През април 2009 г. официално прекратява професионалния си договор с Интер, а един месец по-късно подписва едногодишен договор със своя юношески тим - Фламенго.
Сезон 2009 носи успехи в кариерата на Адриано. През този сезон отбелязва 19 гола в 30 шампионатни мача и печели заедно с отбора си шампионската титла по футбол на Бразилия. В края на сезона е награден с престижните отличия за Голмайстор, Най-добър нападетел и Най-добър играч в шампионата.
През лятото на 2010 г. подписва тригодишен договор с АС Рома. До пролетта на 2011 г. не отбелязва нито един гол в изиграните 5 шампионатни мача, което води до освобождаването му от италианския гранд само 7 месеца след присъединяването му.
От началото на сезон 2011 e част от редиците на Коринтианс. Получава тежка контузия, която го изважда от игра за период от поне 5 месеца. Очаква се да се възстанови напълно до средата на септември. След излекуванто на контузията си, той напълнява и отказва да се качи на кантара и бива изгонен от отбора си.

## Национален отбор на Бразилия
Записва първия си официален мач с екипа на националния отбор по футбол на Бразилия през 2000 г.
През 2004 г. изпълнява ключова роля в спечелването на шампионската титла на турнира Копа Америка. Отбелязва 7 гола, благодарение на които печели Златната топка за най-добър играч и Златна обувка за голмайстор на турнира.
През 2005 г. допринася и за спечелването на турнира Купа на конфедерациите, за което е награден с отличията Златната топка за най-добър играч и Златна обувка за голмайстор на турнира.